# 山本寺定長
山本寺 定長（さんぽんじ さだなが）は、戦国時代から安土桃山時代にかけての武将。上杉氏の家臣。山本寺上杉家当主。不動山城主。

## 略歴
山本寺上杉家は上杉氏庶流で、天正3年（1575年）の軍役帳によれば、上杉一門としては6番目の家格に位置している。父は山本寺定景、母は長尾能景の娘か。上杉房能に殉じた山本寺定種の孫といわれる。
長尾氏と争っていたが、上杉定実を傀儡の守護として擁する長尾晴景に従う。弘治元年（1555年）には、上杉謙信の家臣として第二次川中島の戦いに従軍し、軍功を挙げた。その後越中戦線に派遣され、元亀3年（1572年）、一向一揆に包囲された越中国日宮城救援のために出陣したが、神通川渡し場の戦いで敗れた。
のちに上杉景虎（北条三郎）が謙信の養子となるとその傅役に任命された。その縁で、天正6年（1578年）の御館の乱では上杉景虎方に付いて敗北。居城を捨てて失踪した。家督は子または弟ともされる景長（孝長）が継いだ。